# Нкьюбе Пит, Пит
Пит Нкьюбе Питер Пит (англ. Peete Nkuebe Peter Peete; 30 октября 1930, Мапотенг, Территория Басутоленд, Британские зависимые территории — май 2009, Королевство Лесото) — государственный деятель Лесото, министр иностранных дел (1972—1974).

## Биография
Родился в семье вождя Мехеле Нкьюбе Пита. Входил в состав первого парламента страны, избранного после обретения независимости Лесото от Великобритании (1966). Был членом Национальной партии басото (BNP).
- 1965—1970 гг. — министр юстиции,
- 1970—1972 гг. — министр сельского хозяйства,
- 1972—1974 гг. — министр иностранных дел,
- 1976—? гг. — министр коммуникаций.

Также занимал пост председателя Банка Лесото.
После раскола BNP создал и возглавил Национальную прогрессивную партию, от которой избирался в парламент и сенат Лесото.